# Macrus parvulus
Macrus parvulus là một loài tò vò trong họ Ichneumonidae.